# Sądowa Góra
Sądowa Góra (niem. Gerichtsberg) – wzniesienie w północnej części Gór Kruczych.
W całości zajmują ją użytki rolne.

## Położenie
Sądowa Góra znajduje się pomiędzy Kurkiem na południowy zachód, a Szubianką i Kościelną na północ.

## Budowa
Góra jest zbudowana z trachitów i skał osadowych czerwonego spągowca.